# Matvoering
Met matvoering in het schaken wordt de fase in het eindspel bedoeld waarin een speler die nog enkele stukken bezit, de tegenstander met een koning alleen (of eventueel nog een enkel stuk) mat wil zetten. Zulke eindspelen behoren tot de elementaire eindspelen.
De belangrijkste elementaire eindspelen waarin er voldoende potentieel is om de vijandelijke koning bij het beste tegenspel mat te zetten, zijn:
- koning en dame tegen koning (KDK)
- koning en toren tegen koning (KTK)
- koning en twee lopers tegen koning (KLLK)
- koning en loper en paard tegen koning (KLPK)

Met koning en twee paarden tegen koning (KPPK) kan geen mat worden afgedwongen. Drie paarden zijn wel voldoende.
Een uitzondering geldt als in de uitgangsstelling de eenzame koning naast een van de stukken van de tegenstander staat, zodat dat stuk direct geslagen wordt.
Bij de matvoering dient de voorstaande speler rekening te houden met de vijftigzettenregel: indien er gedurende 50 zetten van beide spelers geen stuk is geslagen en geen pion is verzet, dan hebben spelers het recht om remise te eisen. Dit gebeurde bijvoorbeeld in een partij tussen de toenmalige wereldkampioene Anna Oesjenina en Olga Girya in 2013, toen Oesjenina het mat met loper en paard tegen koning niet vond.
Een ander risico is dat men de tegenstander pat zet. De sterkere speler kan zorgeloos spelen, wetende dat hij toch wel zal winnen, als hij er maar voor zorgt dat er geen stuk wordt geslagen. Het pat wordt daarbij makkelijk over het hoofd gezien.
Een goede speler zal meestal opgeven als hij ziet dat hij gaat verliezen. Het lijkt er dan op dat kennis van de theorie van de matvoering nauwelijks nodig is. Een speler zal echter weinig indruk maken als blijkt dat hij niet in staat is tot matvoering.

## Koning en dame tegen koning alleen
| 8 | ql |   |   |    |    |   |   |   |
| 7 |    |   |   |    |    |   |   |   |
| 6 |    |   |   |    |    |   |   |   |
| 5 |    |   |   |    | kd |   |   |   |
| 4 |    |   |   |    |    |   |   |   |
| 3 |    |   |   | kl |    |   |   |   |
| 2 |    |   |   |    |    |   |   |   |
| 1 |    |   |   |    |    |   |   |   |
|   | a  | b | c | d  | e  | f | g | h |

Het is geen enkel probleem om met koning en dame de koning alleen naar de rand te drijven om daar mat te geven. Doordat de dame zo sterk is, moet men wel oppassen voor pat, want dan eindigt de partij in remise.
1. De8† Kd5 2. De7 Kc6 3. Kc4 Kb6 4. Dd7 Ka6 5. Kc5 (5. Dc7?? is pat) Ka5 6. Db5 (of 6. Da7#)

## Koning, loper en paard tegen koning alleen
| 8 |   |   |   |   | kd |    |   |   |
| 7 |   |   |   |   |    |    |   |   |
| 6 |   |   |   |   |    | kl |   |   |
| 5 |   |   |   |   |    | bl |   |   |
| 4 |   |   |   |   |    | nl |   |   |
| 3 |   |   |   |   |    |    |   |   |
| 2 |   |   |   |   |    |    |   |   |
| 1 |   |   |   |   |    |    |   |   |
|   | a | b | c | d | e  | f  | g | h |

Wit drijft de zwarte koning naar een hoek van de kleur van de loper, want in de andere hoeken is het mat niet afdwingbaar. Daarbij schuift de loper steeds een diagonaal op, terwijl het paard helpt voorkomen dat de zwarte koning ontsnapt.
1. Le6 Kd8 2. Pd3 Ke8 (2...Kc7 3. Ke7) 3. Pe5 Kf8 4. Pg6† Ke8 5. Ke5 Kd8 6. Kd6 Ke8 7. Ld5 Kd8 8. Lc6 Kc8 9. Pf4 Kd8 10. Pe6† Kc8 11. Kc5 Kb8 12. Kb6 Kc8 13. Lb5 Kb8 14. La6 Ka8 15. Pc5 Kb8 16. Pd7† Ka8 17. Lb7#